# 薛永宗
薛永宗（？—446年），北魏前期起事领袖，汾阴（今山西省万荣县西南）人，出身河东蜀薛。
北魏太平真君六年（445年）卢水胡蓋吳在杏城聚众反魏。十一月，薛永宗聚众三千余人入汾曲，盗官马数千匹，响应盖吴。盖吴自称天台王，手下设置文武百官，薛永宗受其位号。秦州刺史、金城公周观征讨薛永宗，为流矢所中。薛永宗袭击闻喜，由于闻喜县没有军队驻守，县令惊忧害怕不知如何是好，闻喜人裴骏率领各乡豪士对抗，薛永宗引兵撤退。魏太武帝命令薛拔纠合宗族乡里百姓，在黄河边上建造营垒，以此来切断盖吴与薛永宗相联系的道路。十一月十五日，太武帝派殿中尚书、扶风公拓跋处真、尚书、平阳公慕容嵩等人率二万骑兵讨伐薛永宗，派殿中尚书乙拔率五将三万骑兵讨伐盖吴，派西平公寇提三将统领一万骑兵讨伐白广平。韩茂参与攻打薛永宗、盖吴，转都官尚书。太平真君七年（446年）正月十四日，太武帝率军来到东雍州，临近薛永宗的城堡，问崔浩：“今日可以出击吗？”崔浩说：“薛永宗不知道陛下亲自前来，军心一定放纵松驰。现在正是北风迅疾之时，我们应该趁此机会赶快攻打。若等到明日，恐怕他们见官军盛大，必会夜遁。”拓跋焘同意他的意见。正月十六日，魏军包围了薛永宗营垒。薛永宗出战，结果大败，薛永宗被斩，他同族男女无老幼都投入汾水自杀。其同族薛安都在此之前据守弘农，得知薛永宗之败，料众寡不敌，率壮士辛灵度等，放弃了弘农而投奔刘宋。